# Thule-sagen (tvangsflytning)
 Denne artikel omhandler sagen vedrørende tvangsflytningen af medlemmerne af Thule-stammen. Opslagsordet har også en anden betydning, se Thule-sagen.
Thule-sagen er betegnelsen for et sagskompleks udløst af tvangsflytningen i 1953 af beboerne nær Dundas (også kaldet Uummannaq) i Grønland.

## Forløbet af flytningen
Sagen tog sit udspring i 1951 ved anlæggelsen af den amerikanske militærbase Thule Air Base ved Uummannaq, Knud Rasmussens private handelsstation "Kap York stationen Thule" – efter statens overtagelse i 1937 "Kolonien Thule" ved Wolstenholme Fjord. Anlæggelsen af basen medførte en indskrænkning i den lokale befolknings – inughuits – muligheder for jagt og fangst i området. For at sikre udvidelsesmulighederne med udbygningen af basens nærforsvar blev det i 1953 besluttet at flytte inughuit (27 familier, eller 116 enkeltpersoner) med tre ugers varsel, og statens administration og handelsstation i 1954 til Qaanaaq på den nordlige side af Inglefield Bredning, ca. 150 km nord for Uummannaq. Som kompensation for inddragelsen af husene lod den danske stat opføre nye huse til beboerne på de nye pladser, og beboerne fik i et vist omfang udleveret gratis varer og udstyr fra den lokale handelsstation. Flytningen skete i slutningen af maj 1953 på et tidspunkt, hvor Grønland endnu havde kolonilignende status. Grønlands kolonilignende status ophørte den 5. juni 1953. Grønlandsdepartementet udlagde flytningen som "frivillig" indtil to forskere Jens Brøsted og Mads Fægteborg kunne aflive myten om frivillighed i bogen "Thule – fangerfolk og militæranlæg", som udkom på Jurist- og Økonomforbundets Forlag i 1985.

## Efterfølgende krav og retssager
I 1960 rettede det lokale fangerråd skriftlig henvendelse til Grønlandsministeriet og fremsatte krav om en årlig erstatning for de tabte områder. Den danske stat besvarede imidlertid ikke henvendelsen, og først i 1985, efter Brøsted og Fægteborgs dokumentariske bogudgivelse, blev sagen atter rejst fra inughuits side. Der blev således rejst krav mod den danske stat om erstatning for bl.a. tab af fangstområder som følge af baseanlæggelsen og befolkningens tvangsflytning. Kravet medførte, at der i 1987 blev nedsat en undersøgelseskommission, der syv år senere afgav beretning om forløbet. Beretningen løste ikke tvisten, og i 1996 anlagde Thule-stammen og ca. 600 medlemmer af stammen sag ved Østre Landsret mod Statsministeriet med påstand om ret til at bebo og anvende den tidligere boplads og et krav på erstatning på 25 mio. kr. (senere forhøjet til et krav på 235 mio. kr.) samt en erstatning på 250.000 kr. til hver person, der var blevet tvangsforflyttet i 1953.
Thule-stammen fik ikke medhold i sine påstande om ret til at flytte tilbage til bopladsen, men Højesteret fastslog ved sin dom af 28. november 2003, at flytningen var et ekspropriativt indgreb, og at der derfor skulle ydes en erstatning til de personer, der var berørt af flytningen. Det var under sagen anerkendt af den danske stat, at flytningen af befolkningen blev besluttet og gennemført på en måde og under omstændigheder, som indebar et alvorligt indgreb og en retsstridig handling over for den lokale befolkning. Ved dommen fik Thule-stammen tilkendt en erstatning på 500.000 kr. og de enkelte medlemmer af stammen, der havde været udsat for flytningen blev tilkendt erstatninger på 15.000 eller 25.000 kr. hver afhængig af de pågældendes alder.
Efterfølgende forsøgte Thule-stammen at indbringe sagen for Den Europæiske Menneskerettighedsdomstol i Strasbourg, men klagen blev afvist, allerede fordi Den Europæiske Menneskerettighedskonvention ikke var gældende i Danmark, da flytningen fandt sted.